# قصة حبي (فلم)
قصة حبي فيلم موسيقي درامي رومانسي مصري تم إنتاجه عام 1955، من تأليف أبو السعود الإبياري وإخراج هنري بركات، و بطولة فريد الأطرش و إيمان و برلنتي عبد الحميد.

## فريق العمل

### تمثيل
- فريد الأطرش
- إيمان
- برلنتي عبد الحميد
- عبد الوارث عسر
- وداد حمدي
- سراج منير
- ثريا فخري
- شفيق نور الدين
- كوثر شفبق
- إحسان القلعاوي

### الفريق الفني
- إخراج: هنري بركات
- تأليف: أبو السعود الإبياري
- إنتاج: أفلام فريد الأطرش

## أغاني الفيلم
من الحان وغناء فريد الأطرش
- يا جميل يا جميل

كلمات: عبد العزيز سلام
- مش ممكن أحبك

كلمات: شريفة فتحي
- قدام عيني

كلمات: عبد العزيز سلام
- غني غني

كلمات: أنور عبد الله
- سألني الليل

كلمات: أبو السعود الإبياري

## وصلة خارجية
- مقالات تستعمل روابط فنية بلا صلة مع ويكي بيانات

صفحة الفيلم على موقع قاعدة بيانات الأفلام العربية.